# Корф, Николай (ум. 1659)
Николай Корф (пол. Mikołaj Korff; ум. 1659) — польский военный и государственный деятель, воевода венденский (1643—1659), каштелян венденский и староста кокенгаузенский, королевский полковник.

## Биография
Сын Николая Корфа, представителя немецкой ветви Корфов, переселившийся из Вестфалии в Ливонию в средние века.
В 1621—1629 годах под командованием польного гетмана литовского Кшиштофа Радзивилла принимал участие в боях против Швеции в качестве командира отряда рейтар. В январе 1622 года он получил чин полковника, а в конце того же года был членом делегации, ведущей переговоры со шведами, завершившиеся подписанием перемирия 7 декабря 1622 года. За свои заслуги он получил поместье Крейцбург (Крыжборг). После заключения перемирия в 1629 году он перешел на частную службу к Янушу Радзивиллу.
В 1629 году он поступил на частную службу к семье Радзивиллов, но через четыре года вернулся в коронную армию и в качестве командира пехотного полка принял участие в освобождении Смоленска (1633—1634). Во время этой кампании он был одним из комиссаров, проводивших польско-московские переговоры от имени Речи Посполитой.
В 1648—1651 годах участвовал в боях с казацко-крестьянскими войсками под командованием гетмана Богдана Хмельницкого в качестве командующего иностранными частями. Принимал участие в битве под Пилавами (1648), в которой его подразделение было рассеяно, а также в сражениях при Збараже (1649) и Берестечке (1651). 1 января 1652 года он оставил военную службу.

## Политическая карьера
В 1634 году он стал каштеляном венденским и старостой Кокенгаузена, а в 1643 году — воеводой венденским. Принимал участие в сеймах 1623, 1646, 1648 и 1649 годов. На избирательном сейме 1648 года поддержал кандидатуру Яна Казимира на польский престол и подписался как его избиратель.
Во время Шведского потопа он присоединился к партии Януша Радзивилла и вместе с ним 20 октября 1655 года подписал Кейданский договор, разорвав унию с Польшей и поставив Великое княжество Литовское под протекторат Швеции. Во время этой встречи Николай Корф выступил с речью, во время которой произошло неожиданное событие: пол проломился и несколько человек получили легкие ранения. Это было воспринято как дурное предзнаменование.
Николай Корф скончался в 1659 году. У него было двое сыновей: Вальтер Корф, тиун тракайский с 1657 года, и Эрнест Ян Корф, принимавший участие в боях с казаками и русскими в 1654—1656 годах.